# ポルフィマー
ポルフィマーナトリウム（Porfimer sodium）は、光線力学療法で用いられる光増感剤である。閉塞性気管支内非小細胞肺癌や閉塞性食道癌の緩和治療に用いられる。
ポルフィマーは、2～8個のポルフィリンユニットがエーテル結合やエステル結合したオリゴマーの混合物である。 実際には、630nmで発光する赤色の光源を用いてポルフィマーオリゴマーを励起する。
ポルフィマーは、ヘマトポルフィリンの誘導体である。

## 効能・効果
手術等の他の根治的治療が不可能な場合、あるいは、肺または子宮頸部の機能温存が必要な患者に他の治療法が使用できない場合で、かつ、内視鏡的に病巣全容が観察でき、レーザー光照射が可能な下記疾患。
- 早期肺癌（病期0期又は病期I期肺癌）
- 表在型食道癌
- 表在型早期胃癌
- 子宮頸部初期癌および異形成

日本では上記一式が1994年10月に承認された:1。カナダでは1993年に膀胱癌に対して承認された。米国では1995年に食道癌に対して、1998年に早期非小細胞肺癌に対して承認された。2003年には米国でバレット食道の治療に対して承認された。

## 禁忌
- 肺癌

腫瘍が気管支軟骨層より外側に浸潤している患者
太い気管の広範な病巣又は気管狭窄を来している患者
早期肺癌で亜区域支より末梢側に腫瘍のある患者
- 食道癌

全周囲性の腫瘍のある患者
表在型食道癌で食道入口部、食道・胃接合部に腫瘍のある患者
- 胃癌

表在型早期胃癌で食道・胃接合部、幽門輪に腫瘍のある患者
- 子宮頸部癌

初期癌及び異形成で開口摂子を用いても扁平円柱上皮境界（2nd S-C Junction）の上限を確認出来ない患者

## 副作用
重大な副作用は記載されていない。
主な副作用は、光線過敏症、色素沈着、白血球増多、発熱、発疹、肝機能異常等である。

## 注意事項
光線過敏症を防ぐため、投与後少なくとも1ヵ月間は直射日光及び集中光を避け、薄暗い室内（100〜300ルクス※）で過ごす必要がある。
※約10畳程度の暗室で、20ワットの白色蛍光灯1本を照射したとき、光源からの距離が約160及び95cmの明るさがそれぞれ約100及び300ルクスである。
投与1ヵ月経過後に指、手掌背部を直射日光で5分間曝露させたとき、紅斑、水疱等の光線過敏反応を示した場合には、さらに2週間直射日光及び集中光を避け、異常が見られなくなるまで繰り返す。

## 参考資料
1. ↑  “Porfimer injection Prescribing information”. 2021年5月22日閲覧。
2. 1 2 3  “Photodynamic therapy (PDT) for lung cancers”. Journal of Thoracic Oncology 1 (5):  489–93. (June 2006). doi:10.1016/S1556-0864(15)31616-6. PMID 17409904.
3. 1 2 3  “*フォトフリン静注用75mg 添付文書”. www.info.pmda.go.jp.   PMDA. 2021年5月21日閲覧。
4. ↑  “フォトフリン静注用75mg インタビューフォーム”. 2021年5月22日閲覧。
5. ↑  “FDA Patient Safety News: Show #20, October 2003” (2003年10月). 2009年8月17日閲覧。